# Organisation européenne pour la recherche et le traitement du cancer

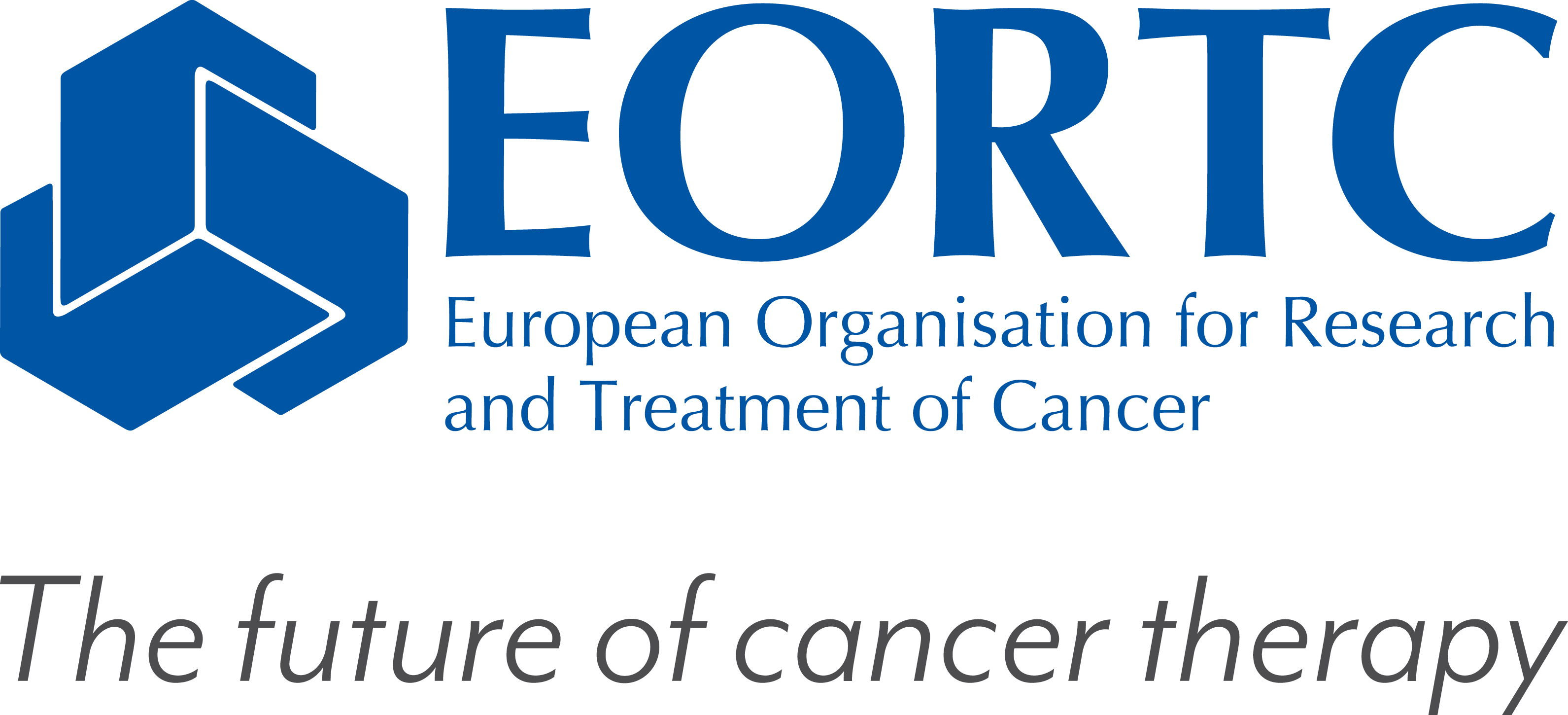
EORTC Logo

 (octobre 2011).
L'Organisation européenne pour la recherche et le traitement du cancer (EORTC, en anglais : European Organisation for Research and Treatment of Cancer, EORTC) est une organisation non gouvernementale œuvrant pour promouvoir le combat contre le cancer en Europe.

## Historique
L'organisation est fondée comme organisation internationale sous droit belge en 1962 par des oncologues éminents, travaillant dans les instituts de recherche principaux en Union européenne et en Suisse. Elle a son siège à Bruxelles. À l'origine appelée Groupe européen de chimiothérapie anticancéreuse (GECA) elle change de nom en 1968.

## Missions
Le but de l'organisation est de développer, conduire, coordonner et stimuler la recherche transnationale et clinique en Europe pour améliorer la gestion du cancer et des problèmes liés en améliorant les chances de survie, mais aussi la qualité de vie des patients. 
L'OERTC est multinationale et multidisciplinaire. Son réseau comprend plus de 300 hôpitaux ou centres de cancer dans plus de 30 pays, comprenant environ :
- 2 800+ collaborateurs de toutes disciplines impliqués dans le traitement et la recherche ;
- 5 000 nouveaux patients chaque année ;
- 40+ essais ouverts en permanent aux patients ;
- 50 000 patients suivis ;
- une base de données de plus de 150 000 patients.

## Présidents
- 1962-1965 : Georges Mathé (Villejuif, France)
- 1965-1968 : Silvio Garattini (Milan, Italie)
- 1969-1975 : Dirk Willem Van Bekkum (Ryswick, Pays-Bas)
- 1975-1978 : Henri Tagnon (Bruxelles, Belgique)
- 1979-1981 : Laszlo George Lajtha (Manchester, Royaume-Uni)
- 1981-1984 : Carl Gottfried Schmidt (Essen, Allemagne)
- 1985-1988 : Umberto Veronesi (Milan, Italie)
- 1988-1991 : Louis Denis (Anvers, Belgique)
- 1991-1994 : Emmanuel van der Schueren (Louvain, Belgique)
- 1994-1997 : Gordon McVie (Londres, Royaume-Uni)
- 1997-2000 : Jean-Claude Horiot (Dijon, France)
- 2000-2003 : Allan van Oosterom (Louvain, Belgique)
- 2003-2006 : Alexander Eggermont (Rotterdam, Pays-Bas)
- 2006-2009 : Martine Piccart (Bruxelles, Belgique)
- 2009-2012 : Jean-Yves Blay (Lyon, France)
- 2012-2017 : Robert Stupp (Lausanne / Zurich, Suisse)
- 2017-current : Bertrand Tombal (Bruxelles, Belgique)